# Makaróny

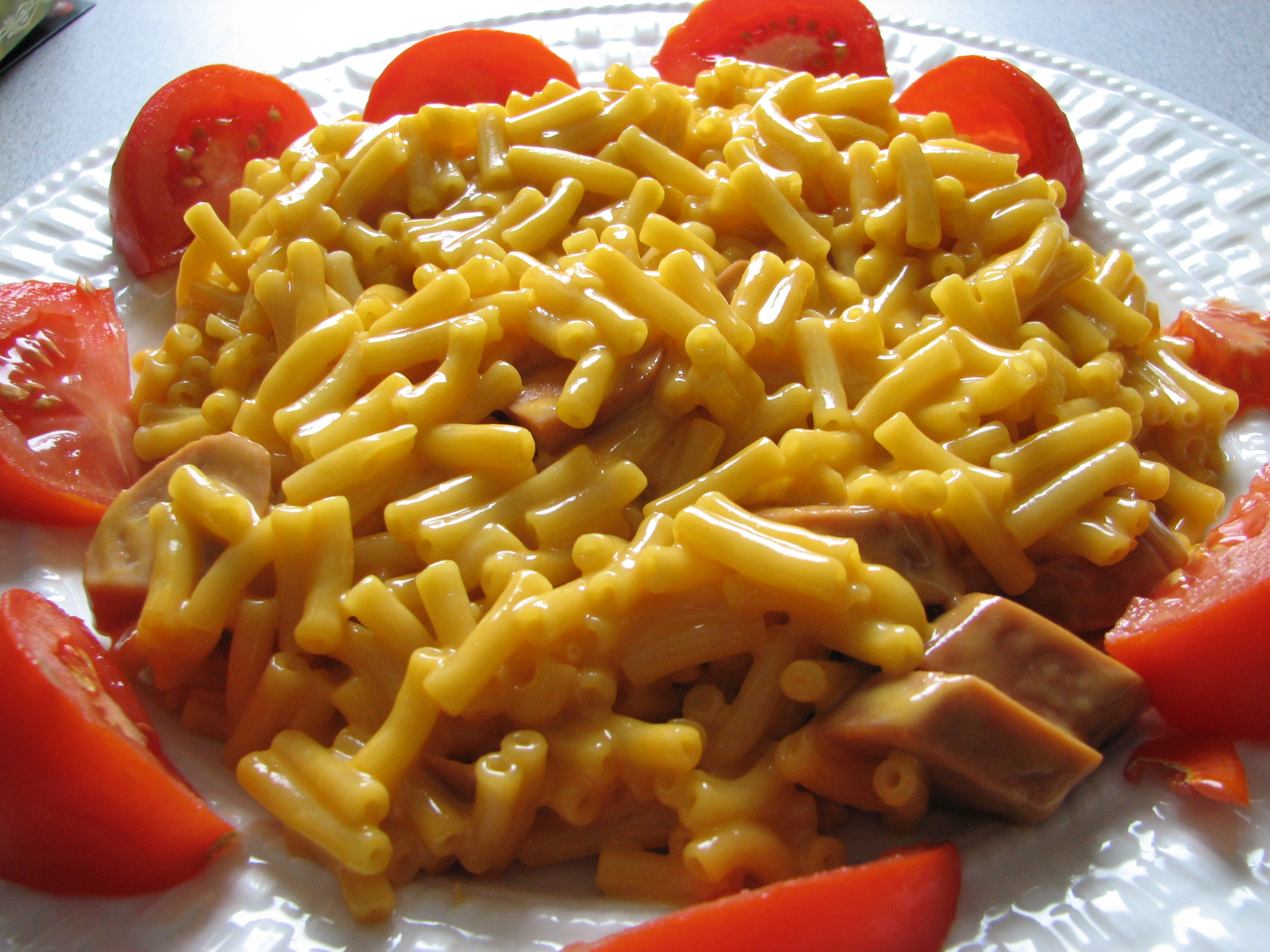
Makaróny se sýrem

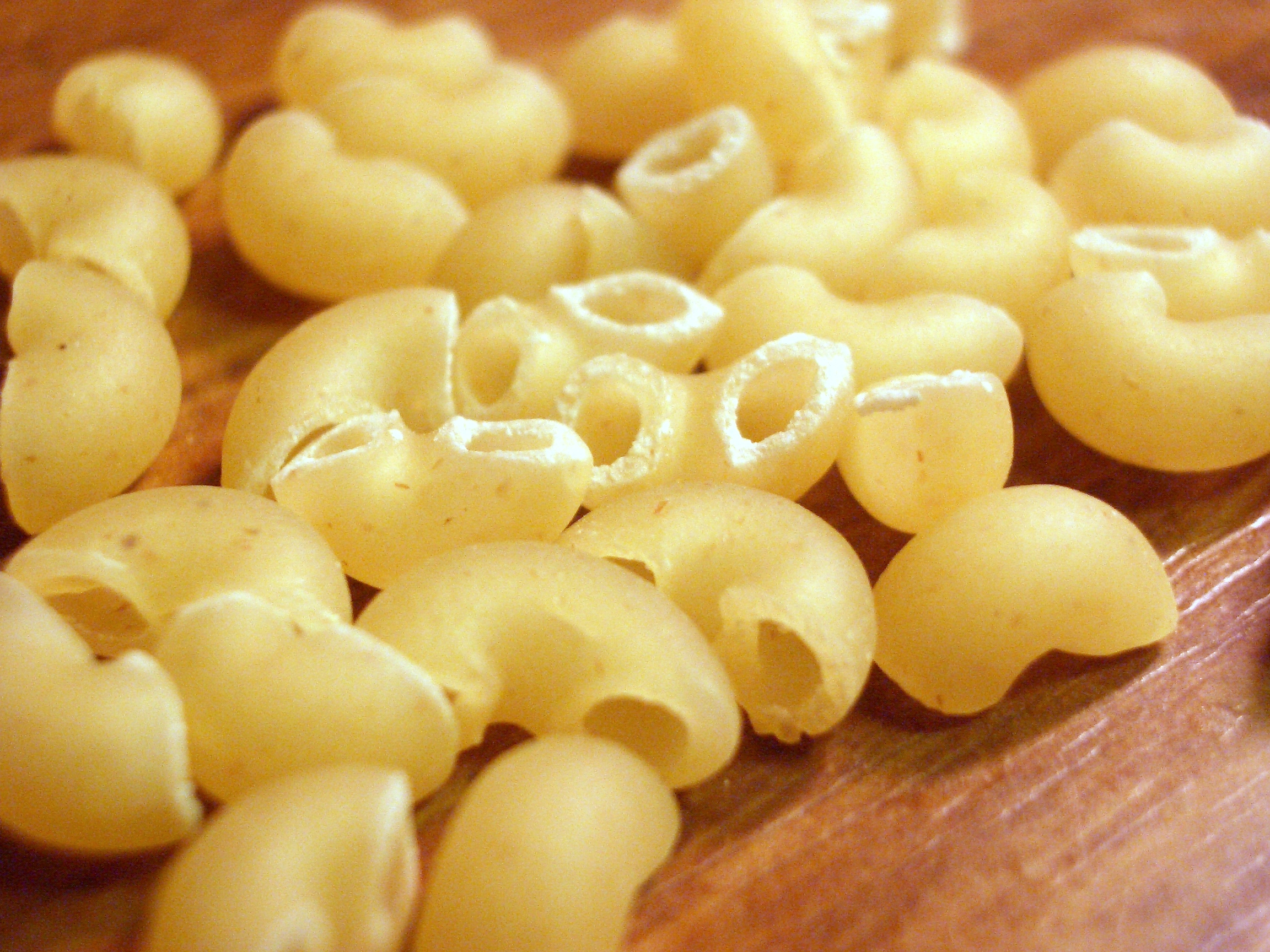
Zahnuté makaróny - kolínka

Makaróny (maccheroni) jsou těstoviny podlouhlého tvaru. Hlavní rozdíl mezi makaróny a špagetami je, že makaróny jsou duté a o dost kratší. Pojmenování makaróny vychází z italského maccheroni (množné číslo od maccherone, s významem drcený, zmáčknutý). Někdy jsou mylně zaměňovány s bucatini, tedy klasickými dlouhými dutými špagetami. V USA se pod označením makaróny (macaroni) rozumí krátké duté a zahnuté těstoviny (obdoba českých kolínek).
Připravují se vařením v osolené vodě, doba vaření je obvykle 5 až 10 minut, v závislosti na druhu. V Itálii se při obědě či večeři obvykle servírují se sýrovou, masitou či česnekovou omáčkou jako první chod („primo piato“), tedy místo polévky.

## Jiný význam slova
Ve francouzštině označuje zastaralé přezíravé pojmenování macaronis Italy (zejména italské imigranty).